# Lạp Khuyển

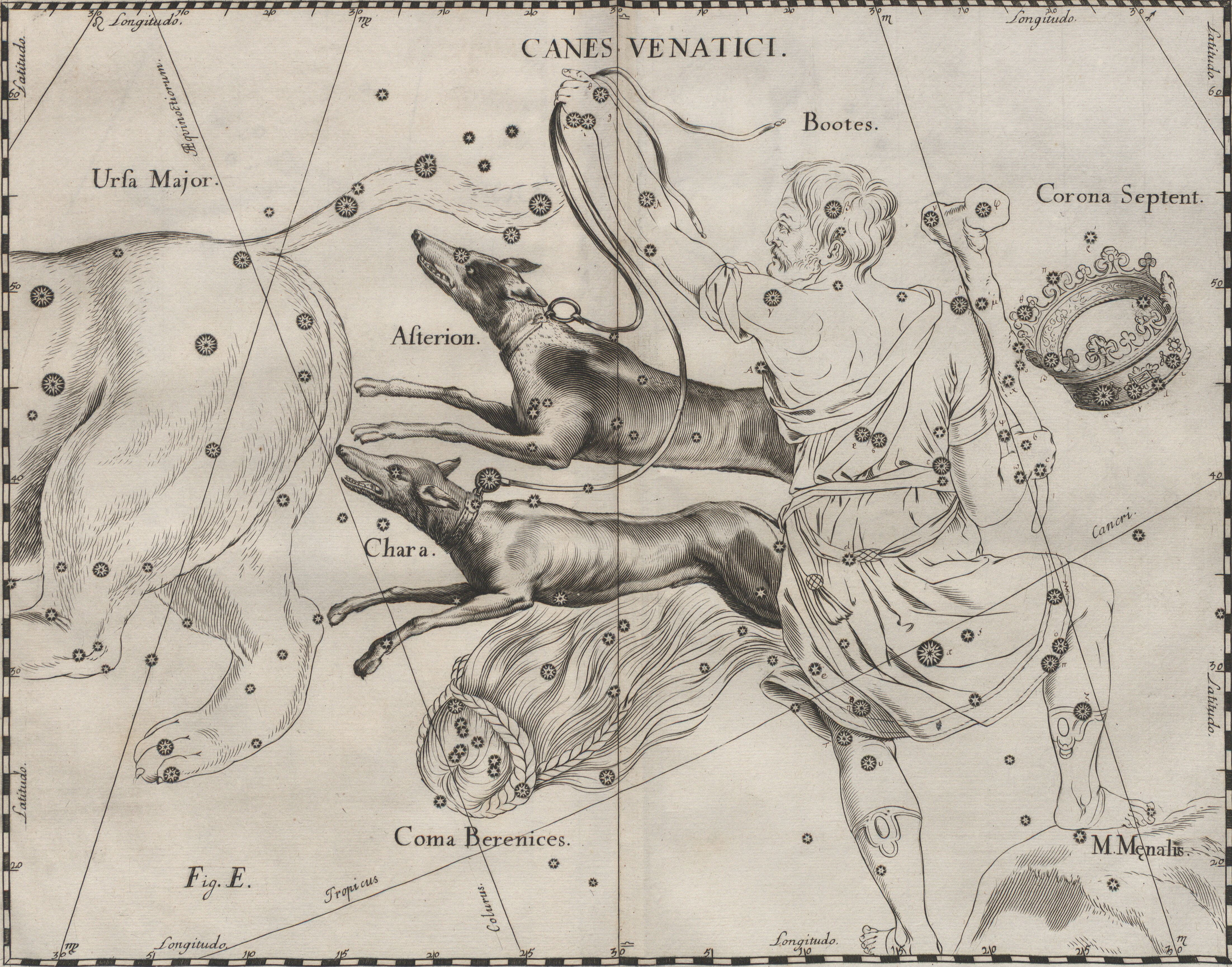
Mục Phu dẫn hai con chó săn Asterion và Chara

Chòm sao Lạp Khuyển (chữ Hán: 獵犬; tiếng La Tinh: Canes Venatici dùng để chỉ chó săn) là một trong 88 chòm sao hiện đại, được nhà thiên văn người Ba Lan Johannes Hevelius bắt đầu sử dụng năm 1687. Tương tự như các chòm sao Lộc Báo và chòm sao Thiên Miêu, chòm sao Lạp Khuyển không có nguồn gốc cổ đại. Chòm sao mang hình ảnh hai con chó săn Asterion và Chara, được Mục Phu dẫn đi để bắt hai con gấu quanh thiên cực.

## Thiên thể
Các thiên thể đáng quan tâm
- Sao đôi Cor Caroli
- Sao biến đổi La Superba

| [[Tập tin:M3LRGB 891x674.jpg\|nhỏ\|220px\|trái\|Cụm sao cầu Messier 3 | [[Tập tin:Messier 106 by Spitzer.jpg\|nhỏ\|trái\|200px\|Messier 106 |
| [[Tập tin:NGC 4631 Hubble mosaic.jpg\|nhỏ\|450px\|trái\|NGC 4631]]    |                                                                     |

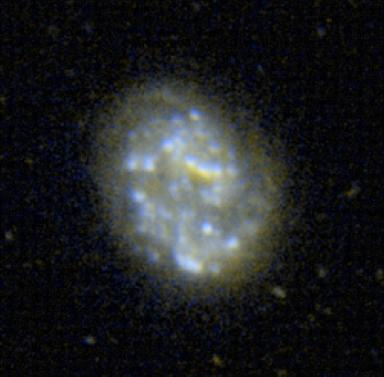
NGC 4618
Thiên hà xoắn ốc Messier 51